# Sibianor japonicus
Sibianor japonicus là một loài nhện trong họ Salticidae.
Loài này thuộc chi Sibianor. Sibianor japonicus được Dmitri Viktorovich Logunov, Ikeda & Ono miêu tả năm 1997.